# Réinsertion et Espéranto
Réinsertion et Espéranto est une association à but non lucratif régie selon la loi de 1901. Elle a été créée à Montpellier en 1997. Son nom international est Apsike 1997 (Asocio Por la Sociala Integriĝo Kaj por Esperanto), ce qui signifie littéralement en espéranto : « Association Pour l'Intégration Sociale et pour l'Espéranto ».

## Double projet
- d'une part, il consiste à proposer à des jeunes à la recherche d'un emploi, une formation dans la langue internationale équitable espéranto. L'aspect  du projet, qui tient de la réinsertion sociale, réside dans le fait que la formation proposée leur permet d'acquérir la maîtrise d'un outil de communication international, la connaissance à un niveau supérieur de l'espéranto ;
- d'autre part, leur proposer également une embauche en CDI (contrat à durée indéterminée) au sein-même de la structure, afin d'effectuer diverses tâches en tant qu'espérantophone professionnel.

Ces tâches consistent à porter au-devant du grand public (scolaire et autre) l'information sur la langue espéranto, sur son intérêt et ses valeurs, alors qu'est engagé le grand projet fédérateur que constitue la construction européenne, mais aussi à assurer des prestations comme des conférences, des cours, du soutien scolaire et des services de traduction dans de nombreuses langues, et, d'une manière générale tout ce qui peut conduire à faciliter l'information du grand public sur le thème de la communication entre les hommes.
Depuis le mois d'avril 2006, le site web de la ville de Montpellier est disponible dans les langues des villes jumelles et en espéranto. Les versions catalane, américaine et en espéranto ont été réalisées par Apsike1997.
Deux emplois en CDI ont déjà été créés par la structure.